# Chlamydophila
Chlamydophila é um género de bactérias Gram-negativas, muito próximo do género Chlamydia. O grupo foi reconhecido em 1999, para integrar seis espécies, anteriormente classificadas como Chlamydia. A distinção foi feita com base em critérios genéticos. A espécie tipo do grupo é a Chlamydophila psittaci.
De entre as espécies do grupo contam-se vários agentes patogénicos para o Homem e outras espécies animais.

## Espécies
- Chlamydophila pneumoniae
- Chlamydophila pecorum
- Chlamydophila psittaci
- Chlamydophila abortus
- Chlamydophila felis
- Chlamydophila caviae